# Kårböle stavkyrka
Kårböle stavkyrka, även Sankt Olofs offerkyrka, är en kyrkobyggnad utanför Kårböle i Uppsala stift. Den tillhör Färila-Kårböle församling. Kyrkan ligger vid den gamla pilgrimsvägen till Nidaros och är uppförd i en skogsglänta invid Kårån. Intill kyrkan finns en stengrund som antyder att en pilgrimskyrka tidigare har funnits på platsen.

## Kyrkobyggnaden
Stavkyrkan uppfördes i modern tid och invigdes 17 september 1989 av ärkebiskop Bertil Werkström. Kyrkan är en kopia av Skaga stavkyrka i Karlsborgs kommun. Byggnaden har måtten 6 x 7 meter och är tjärad utvändigt.

## Inventarier
- Predikstolen är snidad av en trästock, hämtad från platsen där kyrkan byggdes.
- Altaret, träkorset på korväggen samt en siffertavla är tillverkade av prosten Harry Holm i Ljusdal.

## Bildgalleri

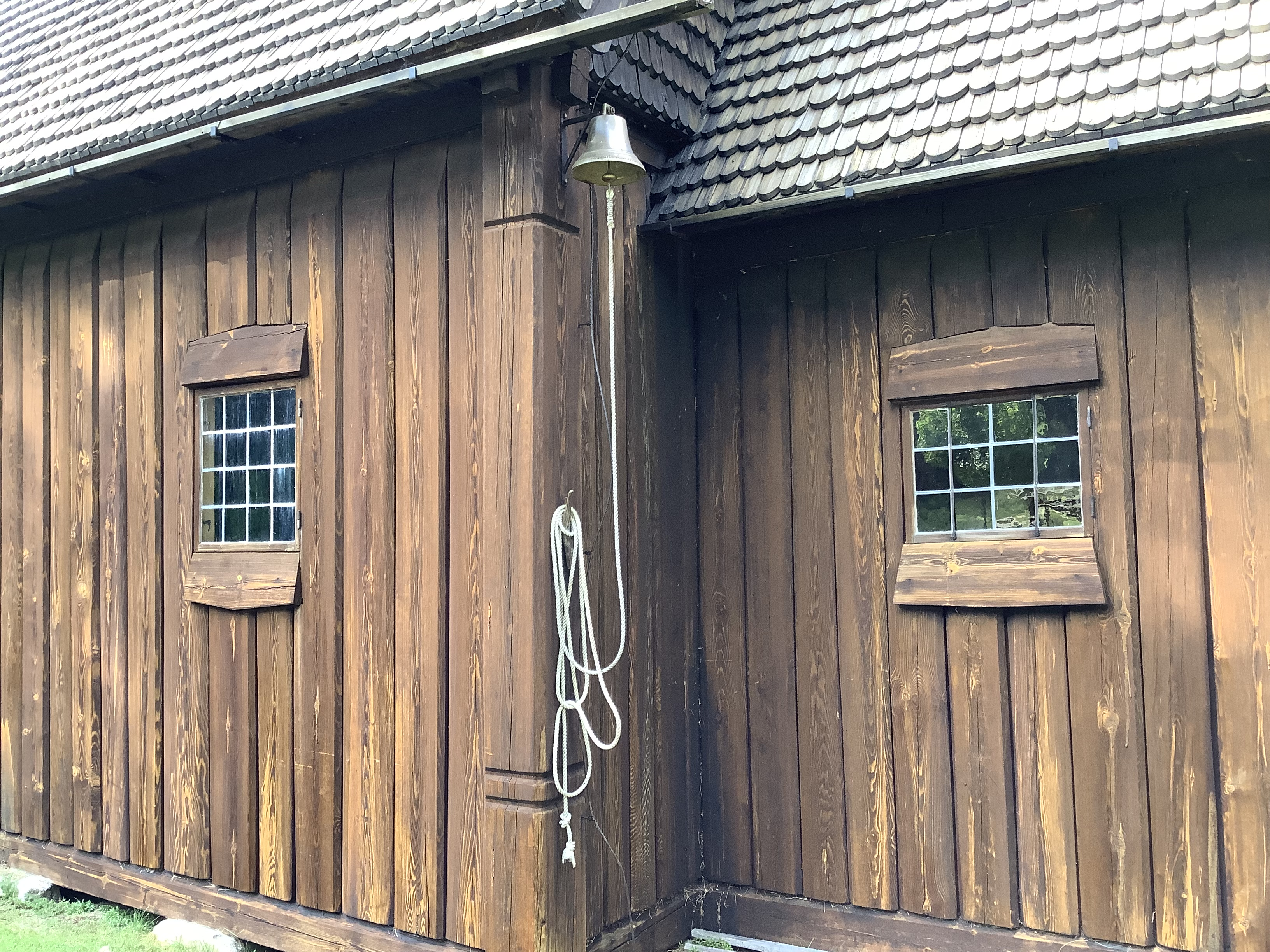
Kyrkklockan
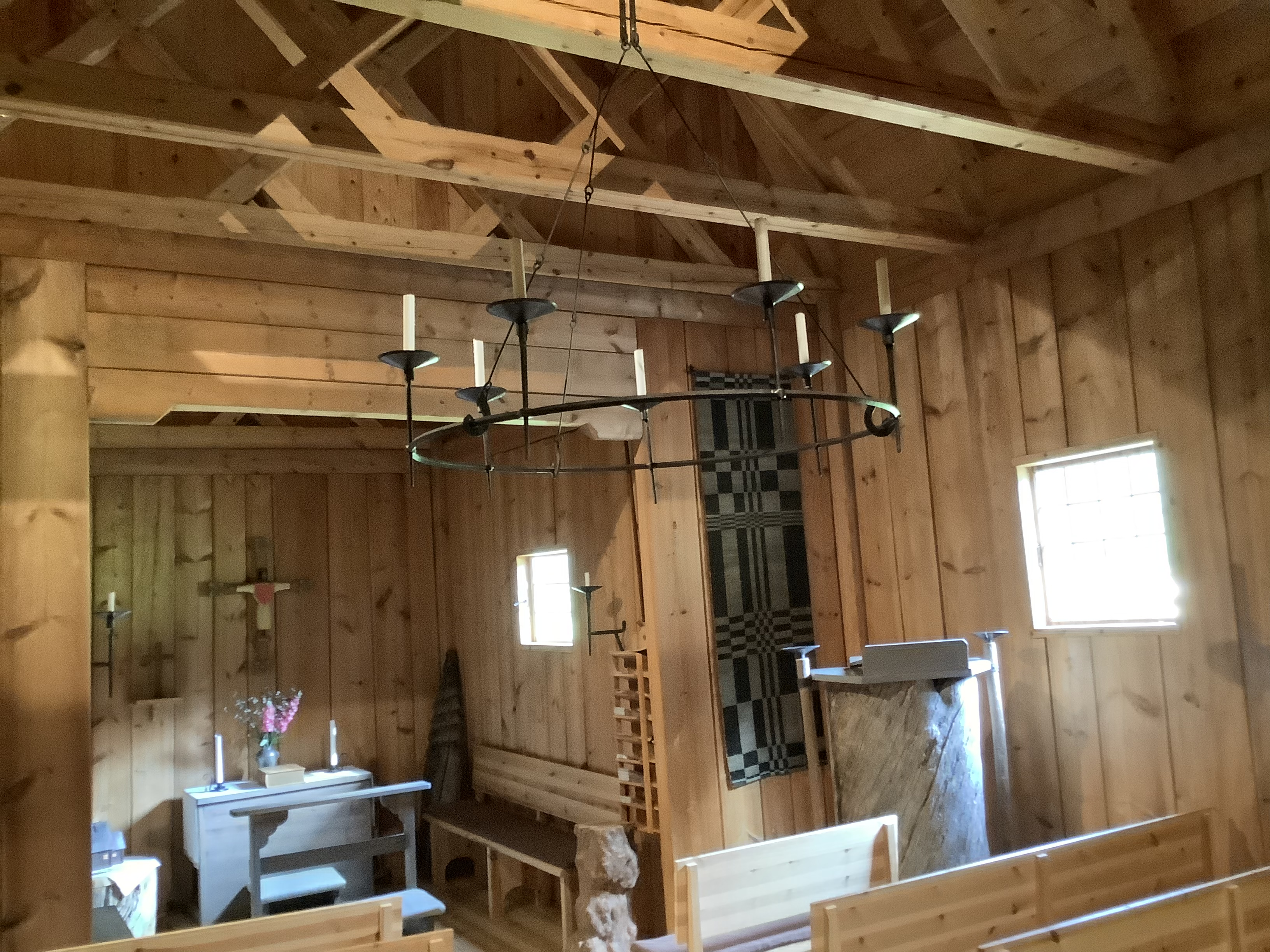
Interiör
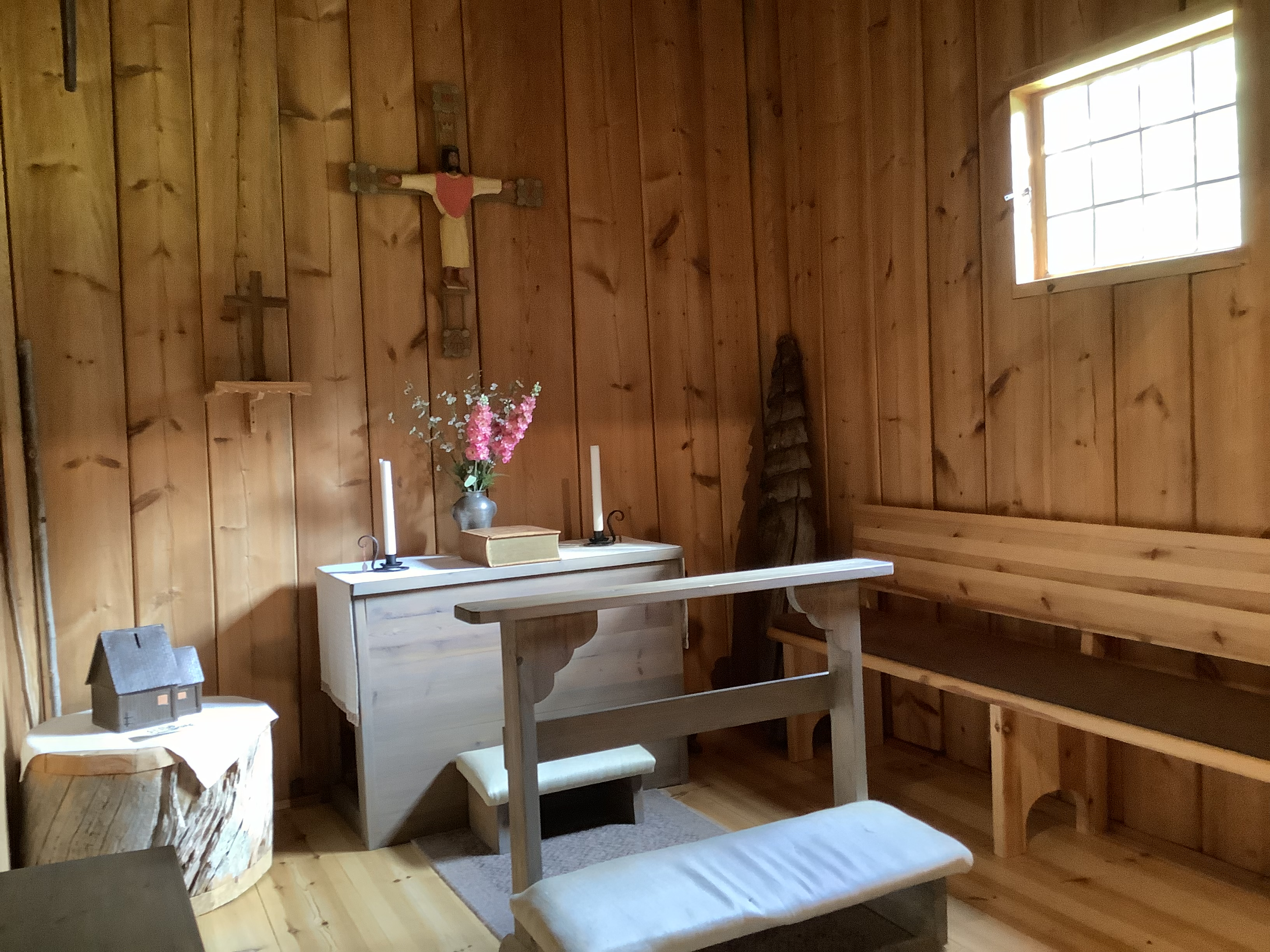
Altaret
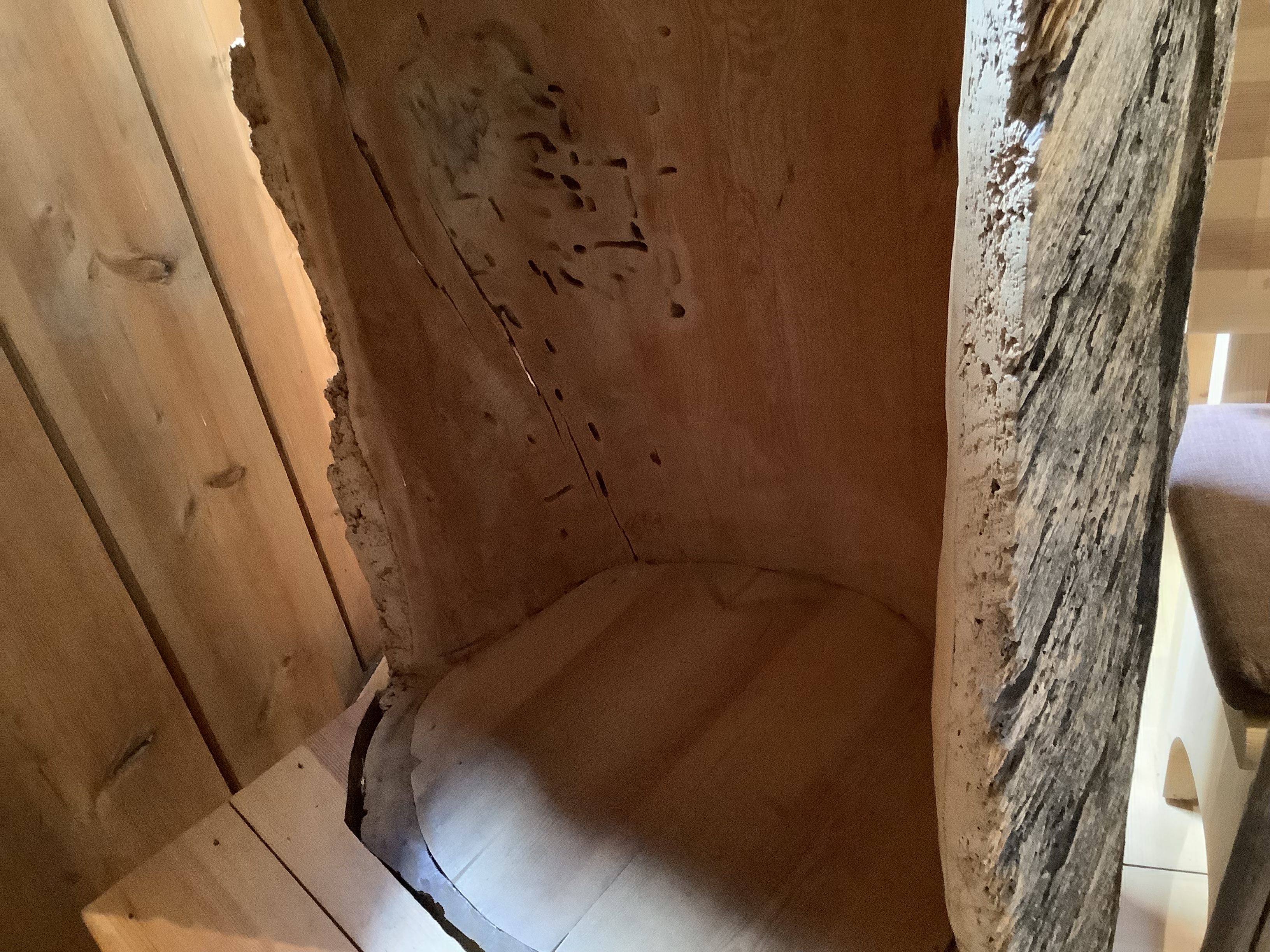
Del av predikstolen i närbild
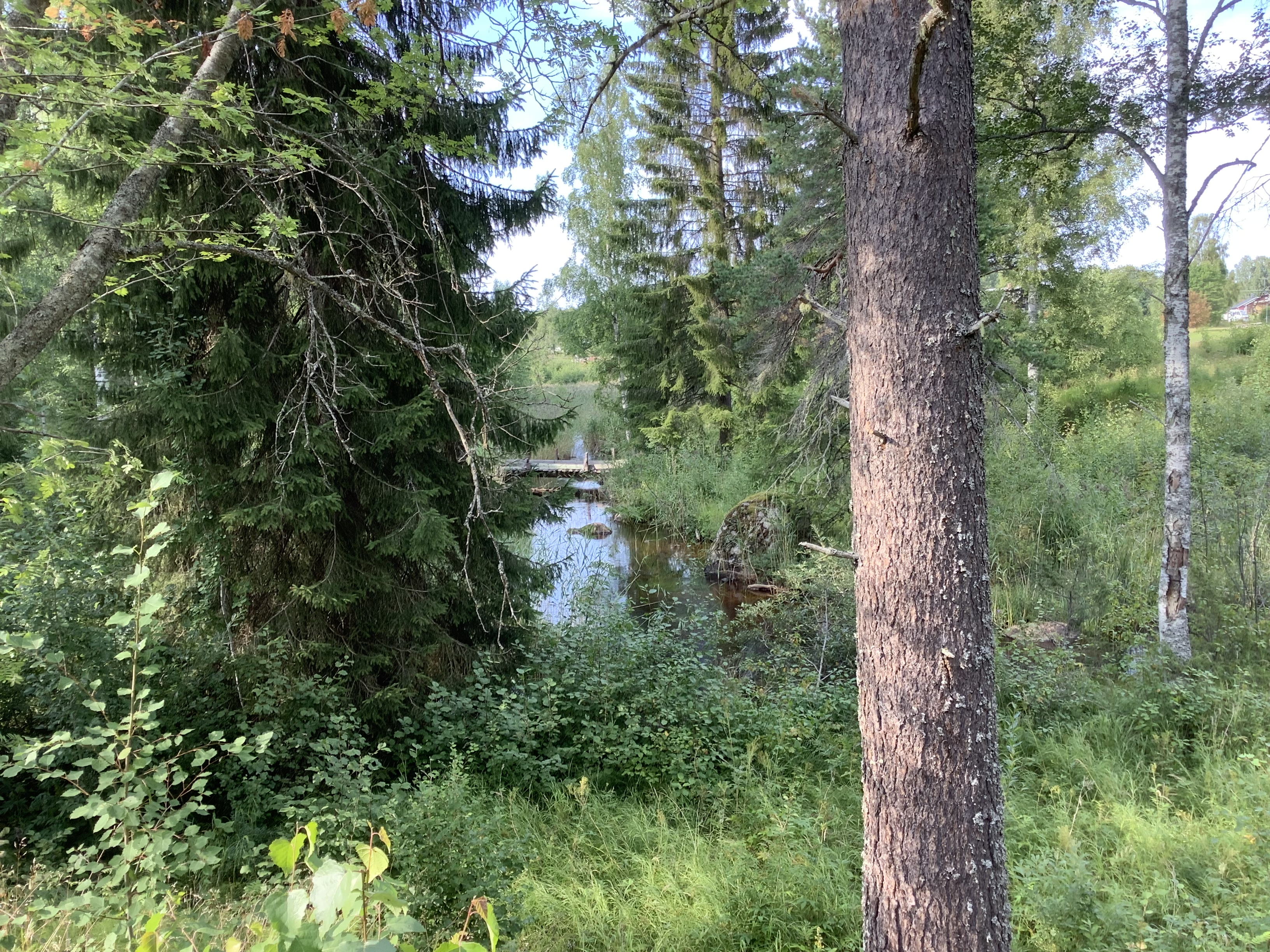
Kårån vid Kårböle stavkyrka